# 扎利夏 (舍佩蒂夫卡區)
50°13′53″N 27°28′53″E / 50.23139°N 27.48139°E
扎利夏（羅馬化：Zalissia）是烏克蘭西部的村落，隸屬赫梅利尼茨基州的舍佩蒂夫卡區。該村始建於1830年，面積0.67平方公里，海拔高度254米，2001年人口152，人口密度每平方公里225.5人。